# Gubeikou (köping)
Gubeikou (kinesiska: 古北口') är en köping i Kina. Den ligger i stadsdistriket Miyun i Pekings storstadsområde, i den nordöstra delen av landet, 110 km nordost om stadskärnan. Gubeikou är känt för bergspasset Gubeikou som är en viktig passage genom kinesiska muren.
Antalet invånare är 7 932. Befolkningen består av 3 960 kvinnor och 3 972 män. Barn under 15 år utgör 12,0 %, vuxna 15-64 år 75 %, och äldre över 65 år 12,0 %.